# 20세기 차트쑈 소년중앙
20세기 차트쑈 소년중앙은 QTV에서 오락 프로그램이다.

## 개요
모든 2030세대가 기억하는 1990년대에 대한민국의 새로운 대중문화 중심이 폭발한 10년의 기록과 유행 아이템을 그렸다.

## 방송일
- 본방 : 매주 수요일 밤 12시
- 재방 : 매주 목요일 밤 1시, 매주 금요일 밤 10시, 매주 토요일 밤 1시, 매주 화요일 오후 5시, 매주 수요일 오후 1시

## 같이 보기
- 재용이의 더 순결한 19 (Mnet, 종영 프로그램)
- 꽃순이 랭킹뉴쓰 (ETN, 현재 방영 프로그램)